# Ernest Hosten
Ernest Hosten (Diksmuide, 1 oktober 1883 - Brugge, 19 januari 1933) was een Belgisch archivaris en historicus.

## Levensloop
Ernest Hosten was veelzijdig in zijn activiteiten. Hij was in Diksmuide gemeentesecretaris, archivaris en bankbestuurder.
Tijdens de Eerste Wereldoorlog woonde hij in Parijs en werd aangesteld in de Archives Nationales om er het 'Fonds Flamand' te ordenen, waarin niet alleen veertiende- en vijftiende-eeuwse documenten voorkwamen maar ook de omvangrijke archieven van de Franse tijd, 1792-1814.
Na de Eerste Wereldoorlog werd Hosten handelaar. In 1930 werd hij echter aangesteld als adjunct-museumconservator van het Museum van Schone Kunsten van Brugge - de voorloper van het Groeningemuseum - en in 1931 als adjunct-archivaris van het Brugse stadsarchief. Deze twee laatste betrekkingen dankte hij aan zijn schoonbroer Egied Strubbe.
Hosten werd in 1926 bestuurslid en penningmeester van het Genootschap voor Geschiedenis te Brugge en hetzelfde jaar bestuurslid en penningmeester van het Oudheidkundig Genootschap van Brugge.

## Publicaties
- (onder het acroniem E.H.), Eenige bijzonderheden uit de geschiedenis der St Nikolauskerk van Dixmude, Diksmuide, 1905
- Het Oud-Diksmude, Diksmuide, 1912
- (samen met Leon Bocquet), L'agonie de Dixmude: épisodes de la bataille de l'Yser, Parijs, 1916 & 1928 (Nederlandse vertaling: Diksmuide 1914. Doodstrijd van een stad. Episodes van de Slag aan de IJzer, 2018)
- (samen met Leon Bocquet), Un fragment de l'épopée sénégalaise: les tirailleurs noirs sur l'Yser, Brussel, 1918
- (samen met Egied Strubbe), Récits de voyageurs français à Bruges, 1930
- (samen met Egied Strubbe), Catalogus Stedelijk Museum voor Schone Kunsten, Brugge, 1931 & 1938
- (samen met Egied Strubbe), De bende van Bakelandt: hare misdaden en veroordeeling volgens het bewaarde procesbundel, Brugge, 1928
- (samen met Egied Strubbe), L'occupation française à Bruges en 1792 et 1793: journal contemporain van Hese, Jean, Brugge, 1931
- (samen met Egied Strubbe), Catalogue illustré du Musée communal des beaux-arts de Bruges, Brugge, 1949